# Lucy Worsley
Dr. Lucy Worsley OBE (Reading, 18 december, 1973) is een Engelse historica, schrijfster, televisiepresentatrice en conservator. Ze is hoofdconservator en bestuurslid bij Historic Royal Palaces en maakt historische documentaires voor de BBC.

## Biografie
Worsley is geboren in Reading, Berkshire. Haar vader, Peter Worsley, was aardrijkskundedocent aan de Universiteit van Reading en haar moeder werkte als educatief consultant. Ze studeerde Oude en moderne geschiedenis aan New College, Oxford en studeerde in 1995 af met een BA First class honours degree. In 2001 behaalde ze haar doctorgraad aan de Universiteit van Sussex voor een proefschrift over William Cavendish, de eerste hertog van Newcastle (1593–1676). Het proefschrift werd later uitgewerkt tot Worsley's boek, 'Cavalier: A Tale of Chivalry, Passion and Great Houses'.
Worsley woont in Southwark aan de rivier de Theems in Zuid-Londen met haar man, architect Mark Hines, met wie ze in november 2011 trouwde. Met betrekking tot het krijgen van kinderen zegt Worsley dat ze "is opgeleid uit de normale voortplantingsfunctie". Later zei ze dat haar verklaring 'verkeerd was geïnterpreteerd en donkerder klonk dan ik had bedoeld'.
Als tv-presentator staat ze bekend om haar rhotacisme, een kleine spraakstoornis die haar uitspraak van de letter "r" beïnvloedt. Toen ze de overstap maakte van BBC Four naar BBC Two voor de serie Fit to Rule: How Royal Illness Changed History, werkte ze samen met een spraak- en taaltherapeut om haar te helpen met haar uitspraak, maar het mocht niet baten.
In haar tienerjaren vertegenwoordigde Worsley, Berkshire bij het cross country hardlopen. In haar vrije tijd is ze nog steeds een fervent deelnemer aan de sport.

## Carrière
Worsley begon haar carrière als conservator van historische huizen in Milton Manor, nabij Abingdon, in de zomer van 1995 waarbij ze in dienst was van The Society for the Protection of Ancient Buildings. Van 1996 tot 2002 was ze inspecteur van historische gebouwen voor English Heritage in de regio East Midlands. In die tijd bestudeerde ze het leven van William Cavendish, de eerste hertog van Newcastle, en schreef ze de eerste erfgoedgids voor zijn huis, Bolsover Castle.
Tussen 2002 en 2003 was ze werkzaam als manager grote projecten en onderzoek voor Glasgow Museums voordat ze in 2004 werd aangesteld als hoofdconservator bij Historic Royal Palaces, de onafhankelijke liefdadigheidsinstelling die verantwoordelijk is voor het onderhoud van o.a. de Tower of London, Hampton Court Palace en Kensington Palace.
In 2005 werd ze verkozen tot senior onderzoeker aan het Institute of Historical Research aan de Universiteit van Londen; ze is daarnaast ook gasthoogleraar aan de Universiteit van Kingston.

## Televisieprogramma's
In 2011 presenteerde Worsley de vierdelige televisieserie If Walls Could Talk, waarin zij de geschiedenis van Britse huizen verkent, van boerenhuisjes tot paleizen; en de driedelige serie Elegance and Decadence: The Age of the Regency. In 2012 presenteerde ze samen met antiek- en verzamelobjectexpert Mark Hill de driedelige televisieserie Antiques Uncovered en (tegelijkertijd uitgezonden) Harlots, Housewives and Heroines, een driedelige serie over het leven van vrouwen en de rol van vrouwen na de burgeroorlog en het herstel van Charles II.
Haar BBC-serie A Very British Murder (en het bijbehorende boek, ook uitgebracht alsThe Art of the English Murder ) onderzocht de "morbide nationale obsessie" met moord. De serie behandelde een aantal gevallen uit de 19e eeuw, te beginnen met de Ratcliff Highway-moorden die in 1811 nationale aandacht kregen, de Red Barn Murder van 1826 en de Bermondsey Horror-zaak van Frederick en Maria Manning in 1849.
In 2014 verkende ze in de driedelige serie The First Georgians: The German Kings Who Made Britain de bijdragen van de in Duitsland geboren koningen George I en George II. De serie legde uit waarom de Hannoveriaan werd gekozen als Britse monarch, hoe hij werd opgevolgd door zijn heel andere zoon George II en waarom het huidige Verenigd Koninkrijk zonder beiden waarschijnlijk een heel andere plaats zou zijn. De serie benadrukt de positieve invloed van deze koningen en toont tegelijkertijd de gebreken in elk. A Very British Romance, een driedelige serie voor BBC Four, was gebaseerd op de romantische romans om de krachten bloot te leggen van het zeer Britse idee van 'nog lang en gelukkig' en hoe menselijke gevoelens zijn beïnvloed door sociale, politieke en culturele ideeën.
In 2016 presenteerde Worsley de driedelige documentaire voor Netflix Empire of the Tsars: Romanov Russia en Lucy Worsley: Mozart's London Odyssey. In 2019 presenteerde Worsley American History's Biggest Fibs, kijkend naar het oprichtingsverhaal van het land en de Amerikaanse Revolutie, de Amerikaanse Burgeroorlog en de Koude Oorlog.
In februari en maart 2020 werd de eerste serie van Royal History's Biggest Fibs met Lucy Worsley vertoond op BBC Four; de driedelige serie ontdekt hoe de geschiedenis van de Engelse reformatie, De Spaanse Armada en het verhaal van Koningin Anne is gemanipuleerd en gemythologiseerd. In november 2020 werd de tweede serie van Royal History's Biggest Fibs met Lucy Worsley uitgezonden op BBC2; over de mythen achter de Franse Revolutie, George IV en de Russische Revolutie.
In 2021 presenteerde Worsley een ander halfuur durende programma waarin zij exclusief toegang kreeg achter de schermen  bij de restauratie en archeologisch onderzoek van de Notre Dame Kathedraal in Parijs. Deze werd zowel uitgezonden door BBC2 in Engeland als door PBS in de Verenigde Staten en France 24 In Frankrijk. Een jaar later in 2022 werd een driedelige documentaire reeks uitgezonden op BBC2, gepresenteerd door Worsley, over het leven van misdaadschrijfster Agatha Christie. In gevolg van deze serie publiceerde Worsley een biografie over Christie. In 2023 presenteerde Worsley een driedelige documentaire reeks in hetzelfde format voor BBC2 over een andere schrijver, ditmaal Sherlock Holmes auteur Sir Arthur Conan Doyle. 
Sinds juni 2023 is Worsley ook de nieuwe presentator van het spelprogramma Puzzling op het Engelse Channel 5.  

## Boeken
Worsley heeft een aantal boeken gepubliceerd, waaronder voornamelijk veel gidsen over huizen. In 2014 publiceerde BBC Books haar boek A Very British Murder, dat was gebaseerd op de serie. In april 2016 publiceerde Worsley haar debuutroman voor kinderen, Eliza Rose, over een jong nobel meisje in het Tudor-tijdperk. In 2017 publiceerde Worsley een biografie van Jane Austen met de titel: Jane Austen at Home: A Biography. Lucy Worsley schreef ook Lady Mary, een historisch tienerboek dat het leven van Lady Mary beschrijft. In augustus 2022, voorlopend op een documentair reeks gepresenteerd door Worsley, publiceerde zij een hernieuwde en actuele biografie over het leven van misdaadschrijfster Agatha Christie.

## Prijzen en onderscheidingen
- In februari 2015 nomineerde de Royal Television Society, Worsley als beste presentator
- In juli 2015 werd ze door de Universiteit van Sussex (waar ze haar doctoraat behaalde) tot eredoctor in de letteren benoemd.
- Bij de' Birthday Honours' van 2018 werd ze benoemd tot Officier in de Orde van het Britse Rijk (OBE) voor haar verdiensten voor geschiedenis en erfgoed. De inhuldiging door Charles, Prince of Wales vond plaats op 16 november 2018 in Buckingham Palace.